# Der heilige Martin teilt seinen Mantel mit einem Bettler (Fleurigné)

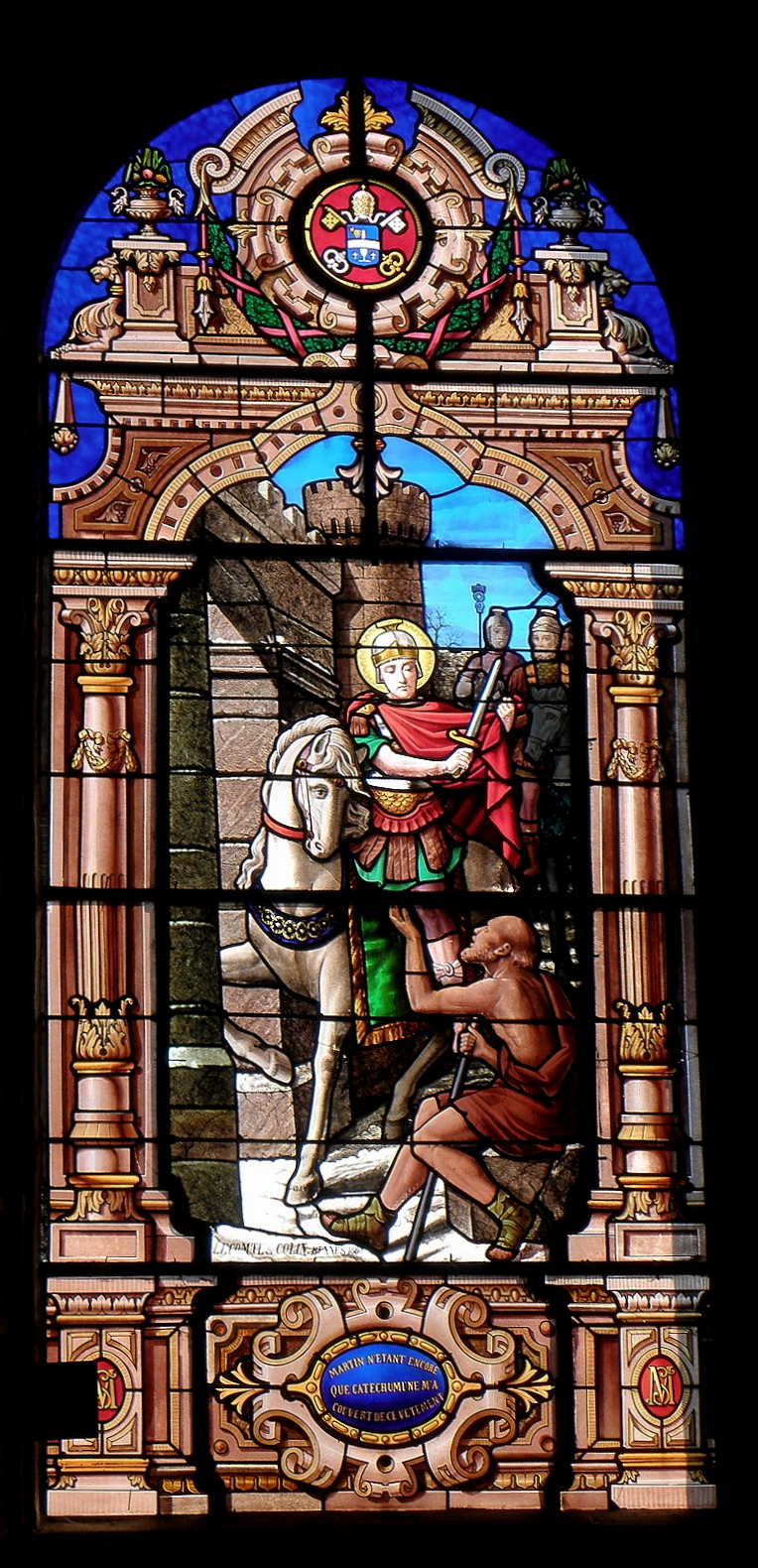
Der heilige Martin teilt seinen Mantel mit einem Bettler in Fleurigné

Das Fenster Der heilige Martin teilt seinen Mantel mit einem Bettler in der katholischen Kirche St-Martin in Fleurigné, einer französischen Gemeinde im Département Ille-et-Vilaine in der Region Bretagne, wurde 1880 geschaffen. Das Bleiglasfenster wurde 1981 als Monument historique in die Liste der geschützten Objekte (Base Palissy) in Frankreich aufgenommen.
Das Fenster an der linken Chorseite stellt den heiligen Martin zu Pferd dar, wie er seinen Mantel mit einem Bettler teilt.
Oben in der Architekturbekrönung ist das Wappen des Papstes Leo XIII. zu sehen.   
Das Fenster ist am unteren Rand der Szene mit der Signatur „Lecomte & Colin Rennes 1880“ versehen. Alle zehn Fenster der Kirche, die in den 1880er Jahren entstanden, stammen aus dem Atelier Lecomte et Colin.